# Alchemilla jaroschenkoi
Alchemilla jaroschenkoi е вид растение от семейство Розови (Rosaceae). Видът е почти застрашен от изчезване.

## Разпространение
Разпространен е в Азербайджан.